# Teroristické útoky v Katalánsku v srpnu 2017

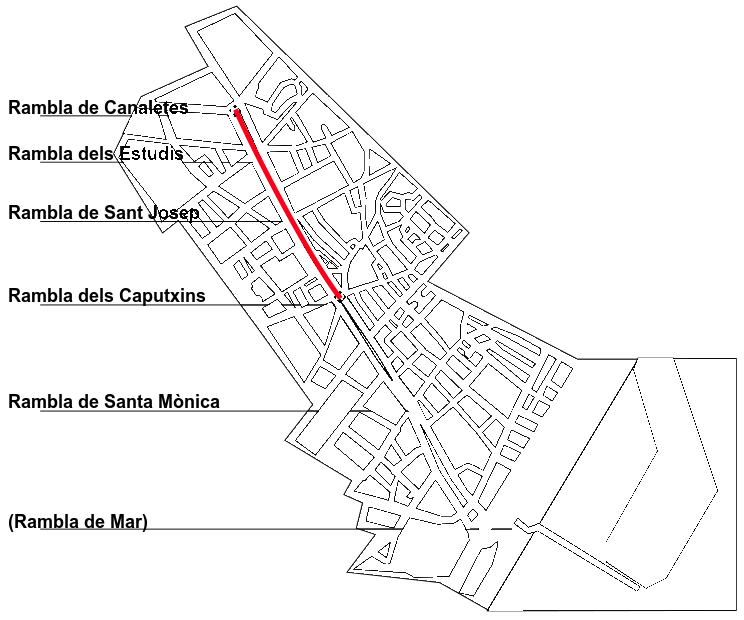
Plánek ulice La Rambla

K teroristickým útokům v Katalánsku v srpnu 2017 došlo 17. a 18. srpna v ulici La Rambla v Barceloně a ve městě Cambrils. Spáchala je teroristická buňka nejméně 12 lidí. Při útocích zemřelo 16 lidí, 14 z nich při nájezdu dodávky do ulice La Rambla. Dalších 130 lidí bylo zraněno, z nich 15 těžce. Zemřelo také 7 útočníků.
Šlo o nejsmrtonosnější útok ve Španělsku od bombových útoků na madridské vlaky v roce 2004 a nejsmrtonosnější v Barceloně od bombového útoku teroristické organizace ETA na supermarket Hipercor v roce 1987.

## Útoky

### Výbuch v Alcanaru
Dne 16. srpna došlo k výbuchu budovy v katalánském městě Alcanar. Při něm zemřeli dva teroristé a dalších 6 lidí bylo zraněno. Na místě se našly lahve s propanbutanem. Podle policie souvisí tento výbuch s útokem v Barceloně. Tyto plynové lahve měly, dle vyšetřovatelů, sloužit k výrobě bomb.
Druhý výbuch nastal při prohledávání trosek. Nejspíše to bylo způsobeno jiskrou z hořáku, která zapálila plyn z lahve. Nejméně devět lidí bylo zraněno a jeden policista utržil těžká zranění.
Španělská policie identifikovala těla, která by měla patřit Abdelbakiu Es Sattyovi a Youssefu Aallaaovi.

### La Rambla
Dne 17. srpna 2017 došlo k teroristickému útoku v Barceloně. Stalo se tak v ulici La Rambla, která se nachází v centru města. Dva muži najeli dodávkou do davu lidí a zanechali za sebou 13 mrtvých a nejméně 100 zraněných. Z dodávky poté vystoupili a uprchli.
Bílá dodávka Fiat Talento najela 17. srpna 2017 okolo 16:56 SELČ do davu lidí v ulici La Rambla, která se nachází v centru města Barcelony mezi Katalánským náměstím a Liceu. Dodávka byla pronajata Maročanem Drissem Oukabirem.
První zprávy potvrdily dva mrtvé a desítky zraněných. Na první tiskové konferenci, v 19:00 SELČ, byla potvrzena jedna mrtvá osoba a 32 zraněných, avšak počet mrtvých se dle mnoha agentur mohl odhadovat mezi 10 a 13. Po prohlášení katalánského premiéra se počet těžce zraněných lidí zvýšil z 10 na 15.
Okolo 20:20 SELČ bylo katalánskou vládou potvrzeno, že bylo zabito 13 lidí a nejméně 50 zraněných. V 20:29 SELČ Mossos d'Esquadra uvedl, že v baru nebyl nikdo vzat za rukojmí a pachatel je držen ve vazbě. Katalánskou policií je událost považována za teroristický útok.
K útoku se přihlásila organizace Islámský stát.

### Barikáda
Asi po dvou hodinách od útoku v La Rambla se jeden z útočníků v bílém automobilu Ford Focus pokusil prorazit policejní barikádu na Avinguda Diagonal. Útočník byl zabit, jeden policista byl zraněn. Policie zpočátku uvedla, že tento útok nebyl propojen s tím v La Rambla.

### Útok v Cambrils
Španělský policista zastřelil brzy ráno 18. srpna čtyři lidi, pátá osoba zemřela na svá zranění, kteří se v osobním automobilu Audi A3 snažili v městě Cambrils jižně od Barcelony porážet chodce. Někteří měli na sobě atrapy výbušných vest. Při útoku zemřela 63letá žena a šest lidí bylo zraněno (včetně jedné policistky a turisty z Kuby).

### Subirats
Dne 21. srpna policie zastřelila Younesa Abouyaaqouba poblíž čerpací stanice ve městě Subirats, přibližně 40 km od Barcelony. Mossos d'Esquadra přidala na Twitter: "Podezřelý s výbušnou vestou byl zastřelen".

## Oběti
Celkem 16 lidí bylo zabito (15 v La Rambla, 1 v Cambrils a 1 ubodán útočníkem) a 130 zraněno, 15 jich bylo ve vážném stavu.
| Země                   | Mrtvých | Zraněných |
| ---------------------- | ------- | --------- |
| Španělsko              | 5       | 12        |
| Itálie                 | 3       | 4         |
| Portugalsko            | 2       | 0         |
| Kanada                 | 1       | 4         |
| Austrálie              | 1       | 4         |
| Argentina              | 1       | 2         |
| Belgie                 | 1       | 2         |
| USA                    | 1       | 1         |
| Německo                | 1       | 13        |
| Francie                | 0       | 34        |
| Kuba                   | 0       | 5         |
| Filipíny               | 0       | 4         |
| Řecko                  | 0       | 3         |
| Rumunsko               | 0       | 3         |
| Nizozemsko             | 0       | 3         |
| Alžírsko               | 0       | 3         |
| Maroko                 | 0       | 3         |
| Ekvádor                | 0       | 2         |
| Tchaj-wan              | 0       | 2         |
| Dánsko                 | 0       | 2         |
| Venezuela              | 0       | 2         |
| Japonsko               | 0       | 1         |
| Makedonie              | 0       | 1         |
| Honduras               | 0       | 1         |
| Brazílie               | 0       | 1         |
| Egypt                  | 0       | 1         |
| Peru                   | 0       | 1         |
| Rusko                  | 0       | 1         |
| Irsko                  | 0       | 1         |
| Kolumbie               | 0       | 1         |
| Maďarsko               | 0       | 1         |
| Srbsko                 | 0       | 1         |
| Dominikánská republika | 0       | 1         |
| Turecko                | 0       | 1         |
| Izrael                 | 0       | 1         |
| Neznámé                | 0       | 32        |
| Celkem                 | 16      | 154       |

## Útočníci
Teroristická buňka zodpovědná za útok měla nejméně dvanáct členů. Po útoku v Cambrils bylo zabito pět útočníků – Moussa Oukabir, bratři Mohamed a Omar Hichamyovi, Said Alla a Houssaine Abouyaaqoub. Čtyři osoby policisté zadrželi (Drisse Oukabira, Mohammeda Aallu, Mohameda Houliho Chemlala a Salha El Kariba), Younes Abouyaaqoub byl na útěku zastřelen policií. Dva členové teroristické buňky, Youssef Aallaa (bratr Saida Aallaa) a imám Abdelbaki Es Satty, zemřeli při výbuchu v Alcanar, pravděpodobně při výrobě bomby. Čtyřicetiletý Maročan Abdelbaki Es Satty pracoval jako imám v mešitě v katalánském městě Ripoll, v minulosti byl již trestán a vyšetřován (za pašování drog a nábor muslimských bojovníků) a španělská policie jej považuje za organizátora teroristické buňky.

## Reakce

### Mezinárodní
- Český prezident Miloš Zeman kondoloval španělskému králi Filipu VI. a vyzval ke vzdoru vůči teroru. „Slova útěchy jsou v tomto okamžiku potřebná, avšak bolest a šok nás nesmí odvést od nekompromisního vzdoru proti teroru, kterému společně čelíme,“ napsal v kondolenčním telegramu.[63]
- Předseda Evropské komise Jean-Claude Juncker označil ve svém prohlášení tento útok za „zbabělý“ a ocenil lidi, kteří se rozhodli v prvních chvílích pomoci postiženým.[64][65]
- Izraelské ministerstvo zahraničních věcí vydalo následující prohlášení: „Jsme zarmouceni a šokováni strašnými událostmi z Barcelony; Izrael stojí za této těžké doby při barcelonském lidu. Teror nikdy nezvítězí.“[66]
- Rumunský prezident Klaus Iohannis „ostře odsoudil teroristický útok v Barceloně“ a vyjádřil soustrast rodinám obětí.[67]
- Několik dalších světových velmocí reagovalo na tuto událost a odsoudily ji.[68][69][70]